# 티란
티란(아일랜드어: Tuireann)은 아일랜드 신화에서 투어허 데 다넌의 일원이다.
자기 딸 다난드와의 사이에서 브리안, 우하르, 우하르바 3형제를 낳았다. 이 3형제는 루 라바다의 아버지 키안을 죽였다. 루는 그 복수로 삼형제에게 여덟 번의 시련을 겪게 했고, 시련을 모두 끝마친 삼형제는 지쳐 죽었다. 티란은 슬픔을 못 이기고 아들들의 무덤에 엎어져서 죽었다.
《에린 침략의 서》에서 티렌은 델바흐 막 오그마와 동일인물로 서술된다. 여기서도 델바흐는 브리안, 우하르, 우하르바의 아버지라고 한다. 갈리아의 타라니스 신 및 스칸디나비아의 토르 신과 연관이 있는 것으로도 생각된다.